# 카간
| 카간                                |                 |
| 유연어                              |                 |
| 브라흐미어:                         | 𑀓𑀕𑀦𑁆             |
| 음역:                               | Kagan           |
| 전사:                               | qaɣan           |
| 몽골어                              |                 |
| 몽골 문자:                          | ᠬᠠᠭᠠᠨ           |
| 파스파 문자:                        | ꡢꡖꡋ             |
| 음역:                               | Qagan, Xagan    |
| 키릴 문자:                          | Хаан / Хаган    |
| 전사:                               | Khaan / Khagan  |
| 예니세이어                          |                 |
| 라틴 알파벳:                        | Qaγan           |
| 힌두스탄어                          |                 |
| 데바나가리어:                       | ख़ागान्             |
| 음역:                               | K͟Hāgān          |
| 나스탈리크어:                       | خاقان           |
| 우르두어 음역:                      | K͟Hāqān          |
| 벵골어                              |                 |
| 벵골어:                             | খাকান / খাগান       |
| 음역:                               | khākān / khāgān |
| 펀자비어                            |                 |
| 구르무키어:                         | ਖ਼ਾਗਾਨ੍             |
| 음역:                               | K͟Hāgān          |
| 샤무키:                             | خاقان           |
| 우르두어 음역:                      | K͟Hāqān          |
| 고튀르크어                          |                 |
| 라틴 알파벳:                        | Qağan / Kaɣan   |
| 고튀르크어 원어:                    | 𐰴𐰍𐰣             |
| 튀르키예어                          |                 |
| 아나톨리아 튀르크어:                | Kağan           |
| 오스만 튀르크어 / 라틴 알파벳 음역: | خاقان / Ḫākan   |
| 아제르바이잔어                      |                 |
| 라틴 문자 음역:                     | Xaqan           |
| 카자흐어                            |                 |
| 키릴 문자:                          | Қаған           |
| 라틴 알파벳 음역:                   | Qağan           |
| 키르기스어                          |                 |
| 키릴 문자:                          | Каган           |
| 발음:                               | [qɑˈʁɑn]        |
| 러시아어                            |                 |
| 키릴 문자:                          | Каган           |
| 라틴 문자 음역:                     | Kagan           |
| 헝가리어                            |                 |
| 라틴 알파벳 음역:                   | Kagán           |
| 중국어                              |                 |
| 정체자:                             | 可汗            |
| 간체자:                             | 可汗            |
| 병음:                               | Kèhán           |
| 페르시아어                          |                 |
| 페르시아어:                         | خاقان           |
| 라틴 알파벳 음역:                   | Khāghān         |
| 한국어                              |                 |
| 한국어:                             | 가한            |
| 한자:                               | 可汗            |
| 로마자:                             | Gahan           |
| 매큔-라이샤워 표기법:               | Kahan           |
| 위구르어                            |                 |
| 위구르어                            | قاغان           |
| 라틴어 알파벳 음역                  | Qaghan          |

카간(튀르키예어: Kağan, 몽골어: ᠬᠠᠭᠠᠨ 카안 몽골어: Xаан 카안) 또는 가한(可汗), 대칸(大汗)은 튀르크계, 몽골계, 타타르계 국가 등등에서 사용하는 황제의 칭호이다. 옛부터 튀르크인들은 카간이라고 불렀고 한자로는 가한(可汗)이라고 적었으며, 몽골은 칸이라고 불렀고 한자 명칭은 간(汗)이라고 쓰여졌다. 한국에는 발해, 신라, 고려 조정 때에 거란족의 무상가한이라는 단어를 통해 알려졌다. 본래 카간은 칸과 구별되는 칭호가 아닌 칸과 같은 격을 지닌 칭호였다. 원나라 시절 중국인들이 옛 서적에 나온 가한(可汗)이라는 명칭으로 이들을 부르며 기록하자 몽골어로 가한(可汗)을 카안(Xаан)으로 부르기 시작하였다. 몽골에서는 오고타이 칸부터 가한을 자처하였다.

## 의미
『진서(晉書)』에는, "네 부락이 그에 복종하여 주인으로 받들며 걸복가한탁탁막하(乞伏可汗託鐸莫何)라 하였다"라고 기록하여 중국 사서 중 최초로 가한의 칭호를 언급하였다. 『위서(魏書)』에는 구두벌가한(丘豆伐可汗)의 의미에 대하여, "'구두벌(丘豆伐)'은 위(魏)의 말로 '통솔하고 이끌며 열어 젖히다(駕馭開張)'는 뜻이며, 가한(可汗)은 위의 말로 '황제'라는 뜻이다"라고 설명되어 있어, 북위(北魏)에서는 카간을 중국어 '황제'로 번역했음을 알 수 있다. 또한 『북사(北史)』에는 "토문(土門)은 마침내 스스로 이리가한(伊利可汗)을 칭했으니 옛 선우(單于)이다. 그 부인을 가하돈(可賀敦)이라 했으니, 또한 옛날의 알지(閼氏)이다"라고 했고, 『구당서(舊唐書)』와 『신당서(新唐書)』에도 각각 "가한이란 옛날의 선우이며, 아내를 가하돈(可賀敦)이라고 하는 것은 옛날의 알지이다", "토문(吐門)에 이르러 마침내 강대해져서 또한 카간이라 부르니 이는 선우이며, 아내는 가돈(可敦)이라 했다"라고 하여, 카간을 흉노에서 말하던 선우로 지칭하고 있다.
몽골 울루스의 두 번째 군주가 된 우구데이는 테무친이 즉위하면서 '칭기스 칸'이라는 칭호를 받았던 것처럼, '카안'이라는 칭호를 받았다.
우구데이를 가리키는 고유적인 칭호로 채택된 '카안'이라는 호칭은 우구데이 사후에는 점차 일반명사로 바뀌었다. 귀위크 칸과 뭉케 역시 종종 카안이라 지칭되었으며 울제이투 카안에 이르먼 '카안'은 여러 명의 '칸'들을 휘하에 거느리는 군주를 가리키는 칭호로 자리잡는다. 몽골제국이 붕괴된 뒤 카안과 칸의 구분은 희미해지다가 16세기 이후 소멸해버렸다.

## 읽는 법
옛 투르크어나 돌궐 문자로 새겨진 돌궐이나 위구르인들의 비문, 예니세이 비문 등에는 「𐰴𐰍𐰣」(, Q.G.N)으로 되어 있으며, 중국 문헌에는 한자로 「可汗」이라 쓰고 「카간」(qaġan/qaγan)으로 읽는 것으로 알려져 있다. 또한 7세기 동로마 제국의 기술에도 아바르 군주의 칭호를 「Gagan」 또는 「Khaghan」으로 기술하고 있다.

## 기원
중국의 『통전(通典)』의 「변방전(邊防典)」 권196 북적(北狄)3에는 "이로써 스스로를 구두벌가한(丘豆伐可汗)이라 칭하니, 카간의 칭호는 여기서 비롯되었다(於是自號丘豆伐可汗, 可汗之號始於此)"고 적어서 카간의 칭호가 채용된 것은 유연의 구두벌가한 때의 일이라고 설명하고 있지만, 『자치통감(資治通鑑)』 권77에 "카간 모(毛)에 이르러서 처음 강대해져서 통솔하는 나라가 36개였고 대성(大姓)은 아흔아홉 개라, 5세를 지나 카간 추인(推寅)에 이르러 남쪽으로 대택(大澤)으로 옮겼으며, 또한 7세 카간 인(鄰)에 이르러 그 형제 7인과 족인(族人) 을전씨(乙旃氏), 차곤씨(車惃氏)를 시켜 부족의 무리를 10족으로 나누어 통솔했다(至可汗毛，始強大，統國三十六，大姓九十九. 後五世至可汗推寅，南遷大澤. 又七世至可汗鄰，使其兄弟七人及族人乙旃氏、車惃氏分統部眾為十族)"고 했고, 『송서(宋書)』「열전제56」토욕혼(吐谷渾)조에는 "누(樓)는 기뻐서 절하고 처가한(處可寒)이라 불렀으니 오랑캐 말로 처가한(處可寒)은 송의 말로 '너 관가(官家)'이다(樓喜拜曰處可寒, 虜言處可寒，宋言爾官家也)"라 기술되어 있다.
또한 『진서(晉書)』「열전제67 사이전(四夷傳)」에는, "수락간(樹洛干)은 (중략) 무인 카간(戊寅可汗)이라 부르게 되었으며, 사강(沙漒)의 잡다한 족속으로 귀부하지 않는 자가 없었다(樹洛干(中略)號為戊寅可汗，沙漒雜種莫不歸附)"고 기록, 『북사』「열전제84」에는 "이에 무릎 꿇고 '가한, 이는 인사를 거듭하는 것이 아니다'라고 했다(乃跪曰, 可汗, 此非復人事)" 혹은 "복련주가 사망하자 아들 과려가 즉위했으니 이에 비로소 가한 칭호를 처음 사용하였다(伏連籌死, 子夸呂立, 始自號爲可汗)"라고 하는 등 구두벌가한 이전에 가한이라는 칭호가 사용된 흔적이 기록에서 일부 확인된다. 이에 대해 일본 학자 시라토리 구라키치(白鳥庫吉)는 후세에 추증된 것으로 볼 수도 있다는 견해를 비치며 『통전』의 기술을 신뢰하였으나, 우치다 긴푸(内田吟風) 등은 카간 칭호가 구두벌가한 이전부터 존재했다고 보기도 한다.
한편 태평진군(太平真君) 4년(443년)에 북위(北魏)의 선비족 탁발부(拓跋部)의 옛 땅에 있던 알선동(嘎仙洞)에 선조를 제사하는 한문 축문을 새기게 한 것이 1980년에 발견되었는데, 여기에는 「황조(皇祖) 선가한(先可寒)을 모시고 황비(皇妣) 선가돈(先可敦)을 모신다」는 말미 부분의 기술이 확인됨에 따라 이를 북위에서 중국식의 황제라는 칭호를 채택하기 전에 가한(可寒), 가돈(可敦)이라는 군주호를 사용했다는 방증으로 제시되기도 한다.

## 같이 보기
- 몽골의 귀족제
- 칸
- 카파간 카간
- 투그라